# KylieFever2002
Tournées par Kylie Minogue
On a Night Like This 
 (2001) Showgirl: The Greatest Hits Tour 
 (2005)
KylieFever2002 est la sixième tournée de la chanteuse australienne Kylie Minogue, effectuée entre 2002, faisant la promotion de son 
huitième album Fever. La tournée commence le 26 avril 2002 et se termine le 16 août.

## Liste des pistes
Act une: Silvanemsis
1. The Sound of Music (Prelude)
2. Come into My World
3. Shocked
4. Love at First Sight
5. Fever

Act deux: Droogie Nights
1. Ode to Joy (Interlude)
2. Spinning Around

Act trois: The Crying Game
1. Where Is the Feeling? (Interlude)
2. The Crying Game
3. Put Yourself in My Place
4. Finer Feelings
5. Dangerous Game
6. The Crying Game

Act quatre: Street Style
1. GBI (Interlude)
2. Confide in
3. Cowboy Style
4. Kids

Act cinq: Sex in Venice
1. On a Night Like This
2. The Locomotion
3. In Your Eyes / Please Stay / Rhythm of the Night

Act six: Cybertronica
1. Cybertronica (Interlude)
2. Limbo
3. Light Years /I Feel Love
4. I Should Be So Lucky / Dreams

Act sept: Voodoo Inferno
1. Burning Up
2. Better the Devil You Know

Encore
1. Can't Get You Out Of My Head

## Dates de la tournée
| Date                | Ville                 | Pays           | Lieu                             |
| ------------------- | --------------------- | -------------- | -------------------------------- |
| Étape 1 - Europe    |                       |                |                                  |
| 26 avril 2002       | Cardiff               | Pays de Galles | Cardiff International Arena      |
| 27 avril 2002       | Cardiff               | Pays de Galles | Cardiff International Arena      |
| 28 avril 2002       | Cardiff               | Pays de Galles | Cardiff International Arena      |
| 29 avril 2002       | Cardiff               | Pays de Galles | Cardiff International Arena      |
| 1er mai 2002        | Manchester            | Angleterre     | Manchester Evening News Arena    |
| 2 mai 2002          | Manchester            | Angleterre     | Manchester Evening News Arena    |
| 3 mai 2002          | Manchester            | Angleterre     | Manchester Evening News Arena    |
| 4 mai 2002          | Manchester            | Angleterre     | Manchester Evening News Arena    |
| 6 mai 2002          | Birmingham            | Angleterre     | NEC Arena                        |
| 7 mai 2002          | Birmingham            | Angleterre     | NEC Arena                        |
| 8 mai 2002          | Birmingham            | Angleterre     | NEC Arena                        |
| 9 mai 2002          | Birmingham            | Angleterre     | NEC Arena                        |
| 11 mai 2002         | Manchester            | Angleterre     | Manchester Evening News Arena    |
| 12 mai 2002         | Manchester            | Angleterre     | Manchester Evening News Arena    |
| 14 mai 2002         | Sheffield             | Angleterre     | Sheffield Arena                  |
| 15 mai 2002         | Sheffield             | Angleterre     | Sheffield Arena                  |
| 17 mai 2002         | Glasgow               | Écosse         | SECC Concert Hall 4              |
| 18 mai 2002         | Glasgow               | Écosse         | SECC Concert Hall 4              |
| 19 mai 2002         | Glasgow               | Écosse         | SECC Concert Hall 4              |
| 21 mai 2002         | Newcastle             | Angleterre     | Telewest Arena                   |
| 22 mai 2002         | Newcastle             | Angleterre     | Telewest Arena                   |
| 24 mai 2002         | Londres               | Angleterre     | Wembley Arena                    |
| 25 mai 2002         | Londres               | Angleterre     | Wembley Arena                    |
| 26 mai 2002         | Londres               | Angleterre     | Wembley Arena                    |
| 27 mai 2002         | Londres               | Angleterre     | Wembley Arena                    |
| 30 mai 2002         | Stockholm             | Suède          | Hovet                            |
| 31 mai 2002         | Oslo                  | Norvège        | Oslo Spektrum                    |
| 1er juin 2002       | Copenhague            | Danemark       | Forum Copenhagen                 |
| 3 juin 2002         | Munich                | Allemagne      | Olympiahalle                     |
| 4 juin 2002         | Vienne                | Autriche       | BA-CA Halle                      |
| 6 juin 2002         | Zurich                | Suisse         | Hallenstadion                    |
| 8 juin 2002         | Berlin                | Allemagne      | Velodrom                         |
| 9 juin 2002         | Hambourg              | Allemagne      | Alsterdorfer Sporthalle          |
| 11 juin 2002        | Francfort-sur-le-Main | Allemagne      | Festhalle                        |
| 12 juin 2002        | Rotterdam             | Pays-Bas       | Sportpaleis van Ahoy             |
| 13 juin 2002        | Oberhausen            | Allemagne      | König Pilsener Arena             |
| 15 juin 2002        | Paris                 | France         | Palais Omnisports de Paris-Bercy |
| 18 mai 2002         | Milan                 | Italie         | Mediolanum Forum                 |
| Étape 2 - Australie |                       |                |                                  |
| 2 août 2002         | Sydney                | Australie      | Sydney Entertainment Centre      |
| 3 août 2002         | Sydney                | Australie      | Sydney Entertainment Centre      |
| 4 août 2002         | Sydney                | Australie      | Sydney Entertainment Centre      |
| 6 août 2002         | Sydney                | Australie      | Sydney Entertainment Centre      |
| 7 août 2002         | Sydney                | Australie      | Sydney Entertainment Centre      |
| 8 août 2002         | Sydney                | Australie      | Sydney Entertainment Centre      |
| 11 août 2002        | Melbourne             | Australie      | Rod Laver Arena                  |
| 12 août 2002        | Melbourne             | Australie      | Rod Laver Arena                  |
| 14 août 2002        | Melbourne             | Australie      | Rod Laver Arena                  |
| 15 août 2002        | Melbourne             | Australie      | Rod Laver Arena                  |
| 16 août 2002        | Melbourne             | Australie      | Rod Laver Arena                  |